# Морено Костанцо
Морено Костанцо (нім. Moreno Costanzo, нар. 20 лютого 1988, Віль) — швейцарський футболіст, що грав на позиції півзахисника.
Виступав, зокрема, за клуб «Янг Бойз», а також національну збірну Швейцарії.
Дворазовий володар Кубка Ліхтенштейну.

## Клубна кар'єра
Народився 20 лютого 1988 року в місті Віль. Вихованець футбольної школи клубу «Санкт-Галлен». Дорослу футбольну кар'єру розпочав 2006 року в основній команді того ж клубу, в якій того року взяв участь в одному матчі чемпіонату. 
Згодом з 2006 по 2010 рік грав у складі команд «Віль» та «Санкт-Галлен».
Своєю грою за останню команду привернув увагу представників тренерського штабу клубу «Янг Бойз», до складу якого приєднався 2010 року. Відіграв за бернську команду наступні п'ять сезонів своєї ігрової кар'єри. Більшість часу, проведеного у складі «Янг Бойз», був основним гравцем команди.
Протягом 2015—2019 років захищав кольори клубів «Аарау», «Вадуц» та «Тун».
Завершив ігрову кар'єру у команді «Санкт-Галлен», у складі якої вже виступав раніше. Повернувся до неї 2019 року, захищав її кольори до припинення виступів на професійному рівні у 2020 році.

## Виступи за збірні
У 2003 році дебютував у складі юнацької збірної Швейцарії (U-16), загалом на юнацькому рівні взяв участь у 26 іграх, відзначившись 6 забитими голами.
Протягом 2008–2011 років залучався до складу молодіжної збірної Швейцарії. На молодіжному рівні зіграв у 14 офіційних матчах, забив 1 гол.
У 2010 році дебютував в офіційних матчах у складі національної збірної Швейцарії.
Загалом протягом кар'єри в національній команді, яка тривала 2 роки, провів у її формі 7 матчів, забивши 1 гол.

## Титули і досягнення
- Володар Кубка Ліхтенштейну (2):

«Вадуц»: 2015-2016, 2016-2017